# Håøya
Håøya är en ö i Oslofjorden, Frogns kommun i Akershus fylke i Norge. Ön har en yta på 5,6 kvadratkilometer.

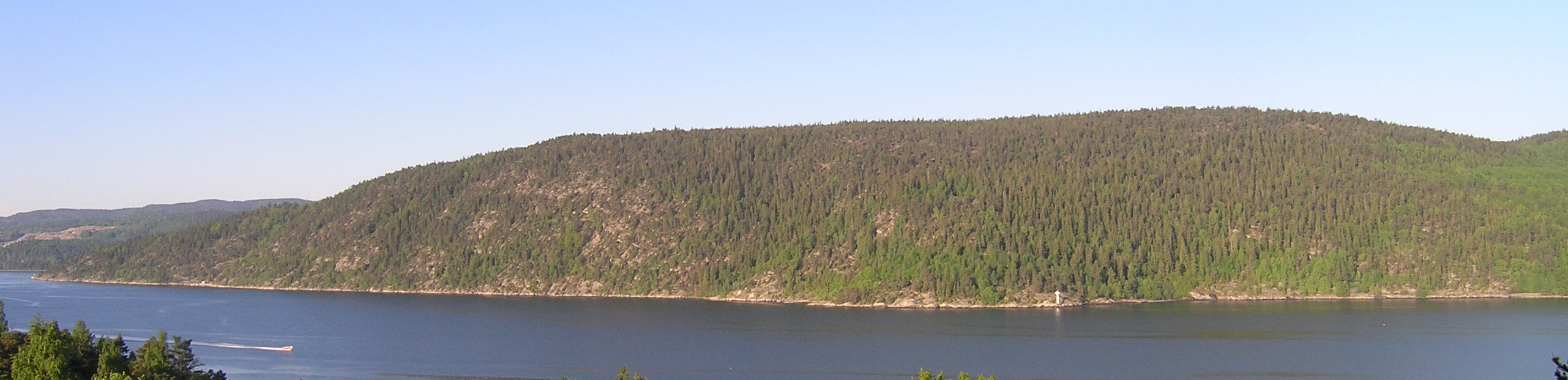
Den sydöstra delen av Håøya.

Håøyas högsta punkt ligger 230 meter över havet och det är också den högsta punkten i Frogns kommun. På ön finns en gammal försvarsanläggning. Hela ön är, sedan försvarsanläggningen lagts ned, anpassad som friluftsområde. Ungefär halva Håøya utgörs av ett naturreservat.